# WLKM-12 Szafir
La WLKM-12 Szafir (« saphir » en polonais) est une mitrailleuse lourde polonaise de type Gatling à 4 canons rotatifs, conçue et produite par le Centre polonais de recherche et de développement de machines (Ośrodek Badawczo-Rozwojowy Sprzętu Mechanicznego, ou OBRSM) et Travaux mécaniques Tarnów (Zakłady Mechaniczne Tarnów). Elle a été exposée pour la première fois au Salon international de l'industrie de la défense 2014 (MSPO 2014). Elle tire une balle de calibre 12,7 × 99 mm OTAN (.50 BMG).

## Conception
La WLKM-12 utilise une structure à 4 canons, chacun avec son propre système d’alimentation automatique, qui sont répartis sur un corps rotatif entraîné par une énergie externe (moteur à courant continu). Lorsque l’énergie externe est allumée, le corps rotatif entraîne les tubes à tourner, et chaque tube complète séquentiellement la poussée de la cartouche dans la chambre, verrouille, tire, recule, lance et d’autres actions, c’est-à-dire que chaque tube tire à tour de rôle.
La WLKM-12 équipe une grande variété de véhicules, de navires et d’hélicoptères, par exemple, la version montée WLKM LZS-12,7 et les armes fixes et portables à haute cadence de tir. Avec sa cadence de tir élevée et sa puissance de feu dense de type « écran », elle peut endommager efficacement les véhicules de combat d'infanterie ennemis, les véhicules blindés de transport de troupes, les navires légers et autres cibles mobiles. Elle peut détruire les groupes ennemis à découvert ou cachés derrière des bunkers, supprimer les points d’appui et bloquer les axes clés. Elle peut également être utilisée en tir antiaérien pour l’infanterie si nécessaire, en frappant des cibles à basse altitude telles que des hélicoptères armés.